# Mesagerul (film din 2015)
Mesagerul este un film românesc din 2015 regizat de Radu Potcoavă. Rolurile principale au fost interpretate de actorii Emilian Oprea, Alfred Wegeman.

## Distribuție
Distribuția filmului este alcătuită din:
- Emilian Oprea — Laur
- Dorian Popa
- Alfred Wegeman — Vlad